# Büchner-Verlag
Der Büchner-Verlag ist ein deutscher Wissenschaftsverlag für wissenschaftliche Publikationen und Sachbücher mit Sitz in Marburg.
Zu den bekannten Autoren des Verlags zählen u. a. Verena Brunschweiger, Frank Jacob, Adrian Gmelch sowie Jörg Bergstedt.

## Geschichte
Der Büchner-Verlag wurde im Jahr 2008 in Darmstadt als Wissenschafts- und Sachbuch-Verlag von Andreas Kirchner, Joachim Fischer und Florian Gernhardt gegründet. Der Verlagsname – eine Reverenz an den Schriftsteller und politischen Aktivisten Georg Büchner (1813–1837) – steht programmatisch für die Verbindung zwischen Kunst, Wissenschaft und Gesellschaftskritik. Seit der verlegerischen Neuausrichtung und dem Ausbau des Vertriebs im Jahr 2017 wird der Büchner-Verlag von Marburg aus durch einen vierköpfigen Vorstand geführt.
Für den Verlag arbeiten darüber hinaus fünf Buchhandelsvertreter sowie eine Agentin für Lizenzen.
Der Verlag wird in der Rechtsform einer Genossenschaft geführt. Er ist Mitglied im Börsenverein des Deutschen Buchhandels und seit 2018 aufgenommen in den Freundeskreis der Kurt Wolff Stiftung.
Seit 2019 erscheint ein Teil des Verlagsprogramms im Open Access. Die Open-Access-Titel werden auf der Verlagshomepage und auf dem verlagseigenen Repositorium verfügbar gemacht. Zudem bestehen Kooperationen mit anderen Plattformen und Repositorien wie Social Science Open Access Repository (SSOAR), dem Directory of Open Access Books (DOAB) und Mediarep.

## Programm
Im Büchner-Verlag erscheinen Arbeiten aus den Kultur-, Sprach- und Sozialwissenschaften, die sich um einen Schwerpunkt von medien- und filmwissenschaftlichen Titeln gruppieren. Veröffentlicht werden außerdem Sachbücher von Autoren, die sich kritisch mit relevanten gesellschaftlichen Themen der Gegenwart auseinandersetzen.

### Reihen (Auswahl)
- #Kritische Reflexionen
- Alternative Biografien, herausgegeben von Riccardo Altieri und Johanna Panagiotou
- Waren-Wissen: Beiträge zur Produkt- und Konsumgeschichte, herausgegeben von Frank Jacob und Swen Steinberg
- Alfred Wolfensteins Kleine Bibliothek der Weltliteratur, herausgegeben von Hermann Haarmann
- Archäologie des Vergnügens, herausgegeben von Sacha Szabo
- Beiträge zur Tiergeschichte, herausgegeben von Frank Jacob
- Bewegtbilder, herausgegeben von der Forschungsgruppe Bewegtbildwissenschaft Kiel / Münster
- MedienRausch, herausgegeben vom Zentrum für Wissenschaft und Forschung | Medien e. V.
- Welt | Gestalten, herausgegeben von Lars C. Grabbe und Oliver Ruf
- Yearbook of Moving Image Studies, herausgegeben von der Forschungsgruppe Bewegtbildwissenschaft Kiel | Münster

## Aktivitäten

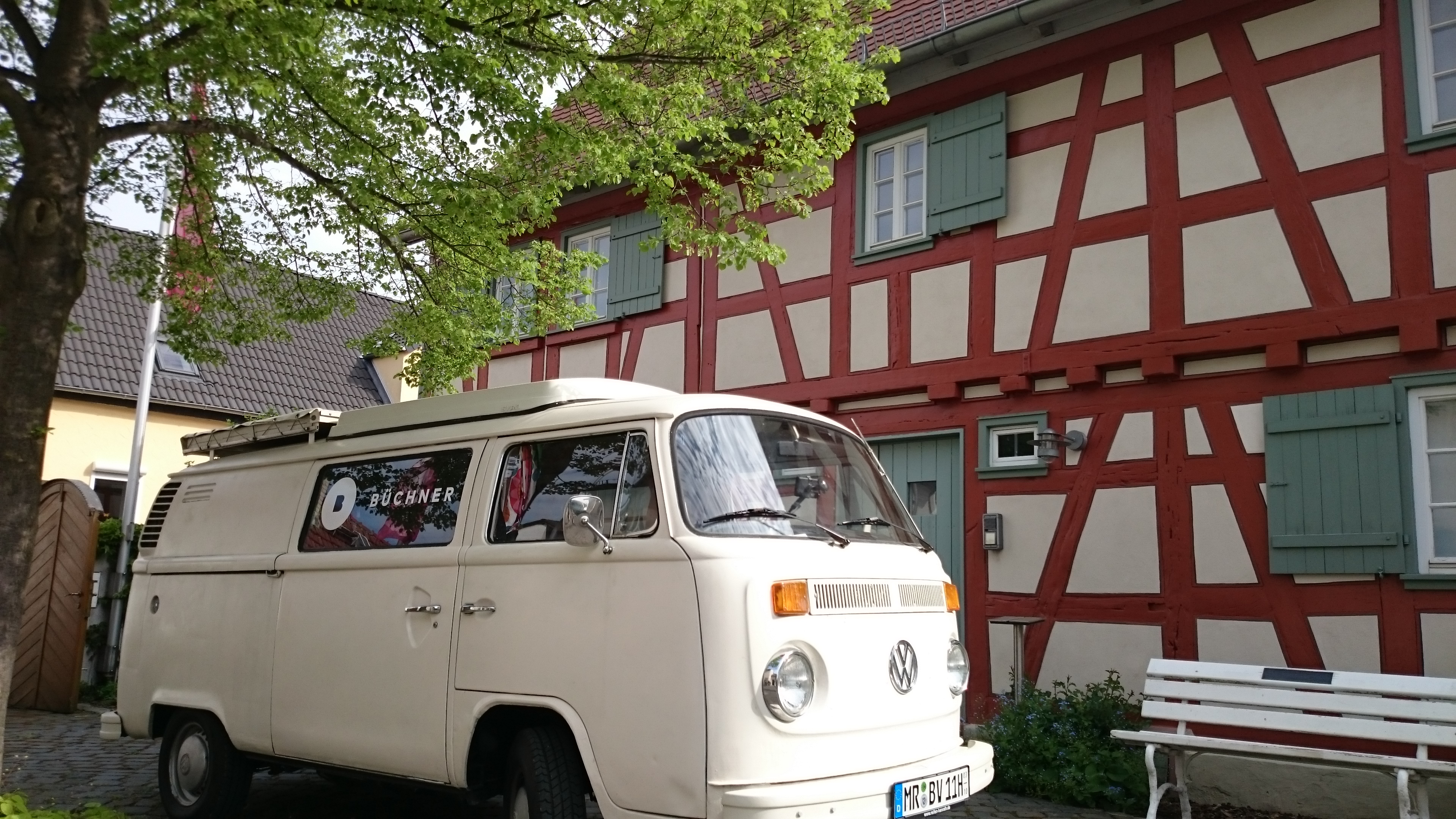
Büchner-Bulli vor dem Georg Büchner Haus in Riedstadt-Goddelau

### Bullitour
Regelmäßig bricht das Verlagsteam im Rahmen seiner „Bullitour“ mit einem Oldtimer-VW-Bus (Baujahr 1978) zur Reise durch die Republik auf, um Buchhandlungen, Universitäten, Autoren und Kooperationspartner zu besuchen.

### Preis für Nachwuchswissenschaftler
Der Verlag lobt seit 2018 einen Nachwuchspreis für Medien- und Kulturwissenschaftler aus, der von einer fünfköpfigen Fachjury aus den Medien- und Kulturwissenschaften vergeben wird.

## „Kinderfrei“-Debatte
2019 sorgte die im Büchner-Verlag erschienene antinatalistische Streitschrift „Kinderfrei statt kinderlos“ von Verena Brunschweiger für eine breite, kontroverse öffentliche Wahrnehmung und Diskussion. Brunschweiger plädiert für den Verzicht auf Nachwuchs in den klimaintensiven Staaten des Westens zugunsten der Umwelt und der Lebensqualität von Menschen in ökonomisch benachteiligten Ländern. 2020 erschien ein zweites Buch der Autorin zum Thema.

## Auszeichnungen
- 2018: Hessischer Verlagspreis (Gründersparte)[3]
- 2020: Deutscher Verlagspreis[4]
- 2022: Deutscher Verlagspreis[5]